# Азорелла
Азоре́лла (лат. Azorella) — род цветковых подушкообразные растений семейства Зонтичные (Apiaceae) из Южной Америки и Новой Зеландии. Наиболее известный вид — Азорелла трёхвильчатая.

## Распространение
Виды рода в дикой природе произрастают преимущественно в горах Южной Америки (в том числе в высокогорье), от Венесуэлы и Колумбии на севере до южных оконечностей Чили и Аргентины. Кроме того, виды азореллы встречаются на Фолклендских островах, в Коста-Рике, на архипелаге Кергелен, на юго-востоке Австралии, в Новой Зеландии, на острове Херд и островах Макдональд.

## Биологическое описание

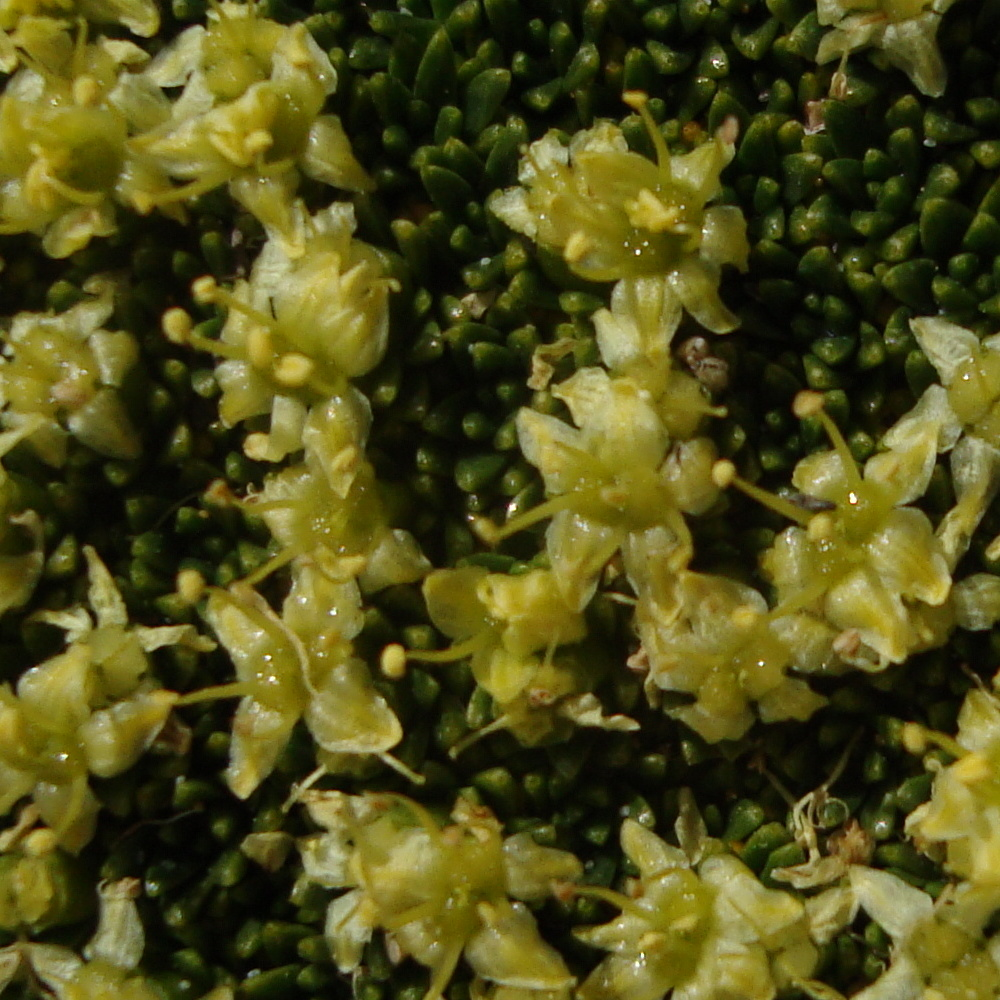
Цветки Azorella monantha крупным планом

Большинство видов — вечнозелёные подушкообразные многолетние травянистые растения, некоторые виды — долгоживущие полукустарники. Растения ароматные, богатые смолами. Листья мясистые, зубчатые или лопастные, собраны в розетки, плотно прижатые друг к другу. Некоторые растения могут выдержать очень большое давление (например, массу всадника).
Цветки очень мелкие, обычно желтоватые, собраны в соцветия-зонтики, в изобилии покрывают поверхность «подушки».

## Использование, культивирование
Некоторые виды используются в медицине. В высокогорьях Анд растения этого рода иногда идут на дрова.
В культуре достаточно известен только один вид — Азорелла трёхвильчатая (Azorella trifurcata), происходящая из Чили и Аргентины. Это растение высотой не более 10 см ценится за чёткость формы и необычность листвы, используется для посадок на альпийских горках и в рокариях. Для нормального развития ему требуется солнечное место и хорошо дренированная крупнозернистая почва.

## Виды
По информации базы данных The Plant List, род включает 29 видов:
- Azorella ameghinoi Speg.
- Azorella aretioides (Kunth) Willd. ex DC.
- Azorella biloba (Schltdl.) Wedd.
- Azorella compacta Phil. — Ярета
- Azorella corymbosa (Ruiz & Pav.) Pers.
- Azorella crassipes Phil.
- Azorella crenata (Ruiz & Pav.) Pers.
- Azorella cryptantha (Clos) Reiche
- Azorella cuatrecasasii Mathias & Constance
- Azorella diapensioides A.Gray
- Azorella diversifolia Clos
- Azorella filamentosa Lam. typus[5]
- Azorella fuegiana Speg.
- Azorella glacialis Phil.
- Azorella julianii Mathias & Constance
- Azorella lycopodioides Gaudich.
- Azorella macquariensis Orchard
- Azorella madreporica Clos
- Azorella monantha Clos
- Azorella monteroi S.Martínez & Constance
- Azorella multifida (Ruiz & Pav.) Pers.
- Azorella patagonica Speg.
- Azorella pectinata Phil.
- Azorella pedunculata (Spreng.) Mathias & Constance
- Azorella pulvinata Wedd.
- Azorella selago Hook.f.
- Azorella spinosa (Ruiz & Pav.) Pers.
- Azorella trifoliolata Clos
- Azorella trifurcata (Gaertn.) Pers. — Азорелла трёхвильчатая[1]